# Leptarctia latifasciata
Leptarctia latifasciata là một loài bướm đêm thuộc phân họ Arctiinae, họ Erebidae.